# 레트로핀나과
레트로핀나과(Retropinnidae)는 바다빙어목에 속하는 조기어류 과이다. 바다빙어과 물고기와 밀접한 관계에 있으며 많이 닮았다. 오스트레일리아 동남부와 뉴질랜드 지역에서만 발견된다. 극히 일부 종이 부분적으로 바다에서 살지만, 대부분의 종들은 민물 또는 기수 환경에서 서식한다.

## 하위 속
- Prototroctes
- 레트로핀나속 (Retropinna)
- Stokellia

## 계통 분류
2016년 베탕쿠르(Betancur) 등의 연구에 의한 계통 분류는 다음과 같다.
|  | 바다빙어과                                        |
|  |                                                   |
|  | \| \| 뱅어과 \| \| \| \| \| \| 은어과 \| \| \| \| |
|  |                                                   |
|  | 뱅어과                                            |
|  |                                                   |
|  | 은어과                                            |
|  |                                                   |

|  | 뱅어과 |
|  |        |
|  | 은어과 |
|  |        |

|  | 바다빙어과                                        |
|  |                                                   |
|  | \| \| 뱅어과 \| \| \| \| \| \| 은어과 \| \| \| \| |
|  |                                                   |
|  | 뱅어과                                            |
|  |                                                   |
|  | 은어과                                            |
|  |                                                   |

|  | 뱅어과 |
|  |        |
|  | 은어과 |
|  |        |